# Cambridge (Minnesota)
Cambridge ist eine Stadt im US-Bundesstaat Minnesota. Sie ist Verwaltungssitz des Isanti County. Das U.S. Census Bureau hat bei der Volkszählung 2020 eine Einwohnerzahl von 9.611 ermittelt.

## Geografie
Cambridge liegt im Norden der Metropolregion der Twin Cities, knapp 70 Kilometer von den Großstädten Minneapolis und Saint Paul entfernt. Nach Angaben des United States Census Bureau beträgt die Fläche der Stadt 16,2 Quadratkilometer, davon sind 0,2 Quadratkilometer Wasserflächen.

## Geschichte
Cambridge wurde 1866 gegründet. Seinen Namen erhielt die Stadt von Siedlern aus Neuengland. Einfluss auf die weitere Entwicklung hatten auch die zahlreichen schwedischen Immigranten, die sich in der Gegend niederließen. Von 1890 bis 1900 wuchs die Bevölkerungszahl von 258 auf 737 Einwohner. Zu Beginn des 20. Jahrhunderts siedelten sich verschiedene Industriebetriebe wie beispielsweise eine Kartoffelstärkefabrik und eine Getreidemühle in Cambridge an. Bis zum Ende des 20. Jahrhunderts wuchs die Einwohnerzahl auf über 5000.

## Demografie
Nach der Volkszählung im Jahr 2000 leben in Cambridge 5520 Menschen in 2237 Haushalten und 1353 Familien. Ethnisch betrachtet setzt sich die Bevölkerung aus 97 Prozent weißer Bevölkerung sowie kleineren Minderheiten zusammen.
| 1970  | 1980  | 1990  | 2000  | 2010  | 2020  |
| ----- | ----- | ----- | ----- | ----- | ----- |
| 2.720 | 3.170 | 5.094 | 5.520 | 8.111 | 9.611 |

In 32,1 % der 2237 Haushalte leben Kinder unter 18 Jahren, in 44,5 % leben verheiratete Ehepaare, in 12,8 % leben weibliche Singles und 39,5 % sind keine familiären Haushalte. 35,1 % aller Haushalte bestehen ausschließlich aus einer einzelnen Person und in 19,5 % leben Alleinstehende über 65 Jahre. Die durchschnittliche Haushaltsgröße liegt bei 2,29 Personen, die von Familien bei 2,95.
Auf die gesamte Stadt bezogen setzt sich die Bevölkerung zusammen aus 24,9 % Einwohnern unter 18 Jahren, 8,7 % zwischen 18 und 24 Jahren, 25,6 % zwischen 25 und 44 Jahren, 17,8 % zwischen 45 und 64 Jahren und 23,1 % über 65 Jahren. Der Median beträgt 38 Jahre. Etwa 56,6 % der Bevölkerung ist weiblich.
Der Median des Einkommens eines Haushaltes beträgt 35.313 USD, der einer Familie 53.381 USD. Das Pro-Kopf-Einkommen liegt bei 20.697 USD. Etwa 10,5 % der Bevölkerung und 5,8 % der Familien leben unterhalb der Armutsgrenze.

## Verkehr
Durch Cambridge führen in Nord-Süd-Richtung die Minnesota State Route 65 sowie in Ost-West-Richtung die State Route 95. Etwa 18 Kilometer östlich verläuft der Interstate 35.
Im Westen der Stadt liegt der Cambridge Municipal Airport. Des Weiteren führt eine Eisenbahnlinie der BNSF Railway durch Cambridge.

## Bildung
Bildungstechnisch hat Cambridge eine High School, eine Middle School und eine Elementary School vorzuweisen.